# برونیسواف چیشلاک
برونیسواف چشلاک (لهستانی: Bronisław Cieślak؛ ‏ ۸ اکتبر ۱۹۴۳ – ۲ مهٔ ۲۰۲۱) بازیگر، روزنامه‌نگار و سیاستمدار اهل لهستان بود. وی بین سال‌های ۱۹۷۶ تا ۲۰۲۱ میلادی فعالیت می‌کرد.
از فیلم‌ها یا مجموعه‌های تلویزیونی که وی در آن‌ها نقش داشته است، می‌توان به کونگ-فو، صفر-هفت، به‌گوشم و عشق اول اشاره نمود.